# Дальние Прудищи
Дальние Прудищи — деревня в Ленинском городском округе Московской области России. 

## Расположение
Деревня Дальние Прудищи находится примерно в 11 км к востоку от центра города Видное. Ближайшие населённые пункты — село Молоково и деревня Орлово. Вблизи деревни на реке Людовне устроен пруд.

## История
В XIX веке деревня Прудищи входила в состав Островской волости Подольского уезда. В 1899 году в деревне проживало 236 человек, была квартира сотского.
До 2006 года деревня входила в Молоковский сельский округ Ленинского района, а с 2006 до 2019 года в рамках организации местного самоуправления включалась в Молоковское сельское поселение Ленинского муниципального района.
С 2019 года входит в Ленинский городской округ.

## Население
| 2002 | 2006 | 2010 |
| ---- | ---- | ---- |
| 98   | ↗102 | ↗141 |

Согласно Всероссийской переписи, в 2002 году в деревне проживало 98 человек (39 мужчин и 59 женщин). По данным на 2005 год в деревне проживало 102 человека.